# Ota Šik
Ota Šik, född 11 september 1919 i Plzeň, Tjeckoslovakien, död 22 augusti 2004, var en tjeckisk nationalekonom och politiker, en av nyckelpersonerna i Pragvåren 1968.

## Biografi
Före andra världskriget studerade Šik konst vid Karlsuniversitetet i Prag, men övergick till att studera politik efter kriget.
Efter Tysklands annektering av Sudetenland, och uppdelningen av hela nationen i mars 1939, anslöt sig Šik till den tjeckiska motståndsrörelsen. Han arresterades emellertid av Gestapo 1940 och skickas till koncentrationslägret i Mauthausen-Gusen. I Mauthausen fanns bland Šiks medfångar Antonín Novotný, den framtida presidenten av Tjeckoslovakien (som efterträddes av ledaren för Pragvåren Alexander Dubček), och Dubčeks far, Štefan.
Kontakterna som Šik fick i Mauthausen visade sig vara användbara i hans senare politiska karriär. I början av 1960-talet försökte han övertala den hårdföre presidenten Novotný till att lätta på sin hållning till strikt centralplanering, som hade förödande effekter på landets ekonomi. Šik, som vid det här laget var ekonomiprofessor och medlem av kommunistpartiet, ville införa marknadselement i den centrala planeringen, släppa på priskontrollen och främja privat företagsamhet i hopp om att stimulera det stagnerande ekonomiska klimatet. Det var runtvid denna tidpunkt som Šik invaldes till partiets centralkommitté och blev chef för ekonomiinstitutet vid tjeckiska vetenskapsakademin.
Šiks reformer inleddes 1967, innan Dubček kom till makten, men var kraftigt urvattnade av partibyråkrater, som var oroliga att förlora kontrollen över fabrikerna. Det enda påtagliga, och säkerligen det mest populära, till följd av reformerna, var uppkomsten av privata taxibilar på gatorna i Prag. I december 1967 vid ett partimöte som var en föregångare till Dubčeks kupp en månad senare, fördömde Šik offentligt Novotnýs regim. Han krävde en genomgripande förändring av det kommunistiska systemet och ett nytt ledarskap, två decennier innan Michail Gorbatjov hävdade han att de ekonomiska reformerna inte kunde skiljas från grundläggande politisk förändring. Tjeckoslovakien hade nu den lägsta tillväxttakten i Sovjetblocket, efter att tidigare ha varit den ekonomiska ryggraden i Habsburgska riket.
Efter Dubčeks framgångsrika kupp utsågs Šik till vice premiärminister i april 1968 och var arkitekten bakom den ekonomiska delen av Dubčeks reformprogram. Šik hävdade att om hans politik följdes skulle Tjeckoslovakien inom fyra år åter vara på ekonomisk nivå med grannlandet Österrike. Dessa planer kom dock aldrig att utföras efter att Pragvåren brutalt avslutades i augusti samma år av den sovjetiska arméns invasion.
Šik lämnade Jugoslavien i oktober 1968 och flydde till Schweiz. År 1969 återvände han till Prag och försökte övertyga sina kollegor, men hans åsikter avslogs. Då återvände han till Schweiz, där han 1970 blev ekonomiprofessor vid universitetet i St Gallen. Han innehade denna post tills han gick i pension 1990. Efter sammetsrevolutionen blev Šik ekonomisk rådgivare till den tjeckiska presidenten men hade ingen reell inverkan på den ekonomiska politiken. 
Šik blev schweizisk medborgare och bodde i Schweiz fram till sin död.

## Författarskap
Šik var känd som marknadssocialist men med tiden blev han förespråkare för social marknadsekonomi i stället för marknadssocialism. Bland hans stora verk finns:
- The Third Way: Marxist-Leninist Theory & Modern Industrial Society (1972),
- For a Humane Economic Democracy (1979),
- The Communist Power System (1981),
- Economic Systems (1989).